# Марьяновка (Бильмакский район)
Марьяно́вка (укр. Мар'яні́вка) — село,
Марьяновский сельский совет,
Бильмакский район,
Запорожская область,
Украина. Население по переписи 2001 года составляло 545 человек.
Является административным центром Марьяновского сельского совета, в который, кроме того, входят сёла Мирское и Пробуждение.

## Географическое положение
Село Марьяновка находится на расстоянии в 1 км от села Мирское и в 3,5 км от села Пробуждение.
По селу протекает пересыхающий ручей с запрудами. Через село проходит автомобильная дорога Т-0803.

## История
Основано в 1823 году как село Готланд переселенцами из Восточной Пруссии (город Данциг, ныне Гданск, Польша).
В 1918 году переименовано в село Марьяновка (по другим данным в 1961 году оно объединилось с селом Каменским (бывшее Кампенау) и стало называться Марьяновкой).

## Объекты социальной сферы
- Школа I—IIІ ст.
- Дом культуры.
- Фельдшерско-акушерский пункт.

## Достопримечательности
- Братская могила советских воинов.